# Riza Cerova

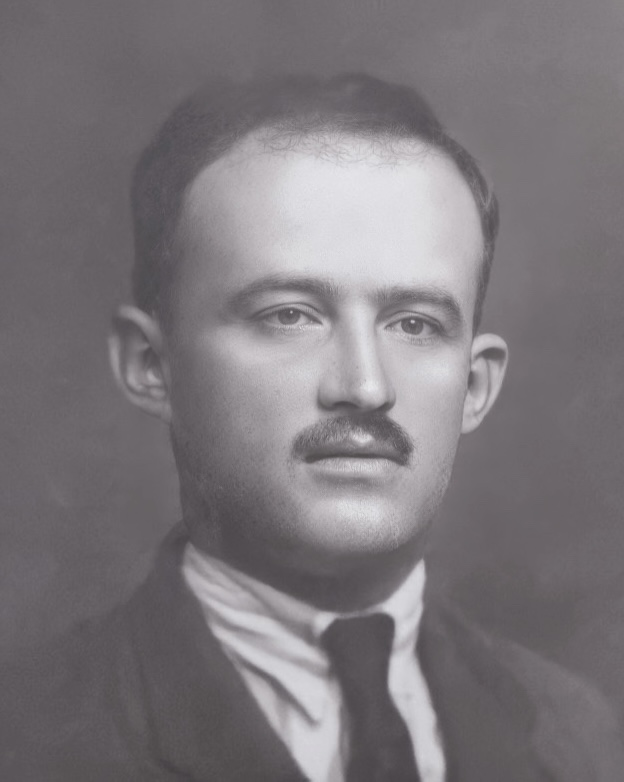
Riza Cerova 1935

Riza Cerova, född 1896 i Cerova nära Skrapar, död 1935, var en albansk frihetskämpe.
Han studerade i Thessaloniki och Konstantinopel. 1911 återvände han till Albanien. 1913-1914 stred han mot de grekiska styrkorna i södra Albanien. Cerova var en ledande figur i den så kallade juni revolutionen 1924, som störtade Kung Zog. Men sex månader senare med hjälp från Jugoslavien, återtog Zog makten. Efter nederlaget emigrera han till Tyskland och gick med i det tyska kommunistiska partiet.
1935 återvände Cerova till Albanien från Sovjetunionen, och var en av ledarna av revolten i Fier. Cerova fortsatte sitt kampanj mot Zog, men dödades senare av regeringsstyrkorna i Mokra 1935